# جوليان جوردن
جوليان جوردن (بالإنجليزية: Julian Jordan)‏ هو مدرب صوتي وملحن أمريكي، ولد في 10 نوفمبر 1850 في ويليمانتيك في الولايات المتحدة، وتوفي في 13 أكتوبر 1929 في مقاطعة ويستتشستر في الولايات المتحدة.